# دانييل ديفيد
دانييل ديفيد (بالفرنسية: Daniel David)‏ (5 أكتوبر 1949 باريس فرنسا - ) هو لاعب كرة قدم فرنسي، يلعب كمهاجم.

## وصلات خارجية
- دانييل ديفيد على موقع قاعدة بيانات كرة القدم.إي يو (الإنجليزية)
- دانييل ديفيد على موقع عالم كرة القدم.نت (الإنجليزية)